# العلاقات الإيطالية البليزية
العلاقات الإيطالية البليزية هي العلاقات الثنائية التي تجمع بين إيطاليا وبليز.

## مقارنة بين البلدين
هذه مقارنة عامة ومرجعية للدولتين:
| وجه المقارنة                                              | إيطاليا                                                  | بليز         |
| --------------------------------------------------------- | -------------------------------------------------------- | ------------ |
| المساحة (كم2)                                             | 301.34 ألف                                               | 22.97 ألف    |
| عدد السكان (نسمة)                                         | 60.60 مليون                                              | 374.68 ألف   |
| الكثافة السكانية (ن./كم²)                                 | 201.1                                                    | 16.31        |
| العاصمة                                                   | روما، فلورنسا، تورينو                                    | بلموبان      |
| اللغة الرسمية                                             | اللغة الإيطالية                                          | لغة إنجليزية |
| العملة                                                    | يورو، ليرة إيطالية                                       | دولار بليزي  |
| الناتج المحلي الإجمالي (بليون دولار)                      | 1.93 تريليون                                             | 1.84 مليار   |
| الناتج المحلي الإجمالي (تعادل القوة الشرائية) بليون دولار | 2.26 تريليون                                             | 3.05 مليار   |
| الناتج المحلي الإجمالي الاسمي للفرد دولار أمريكي          | 29.96 ألف                                                | 4.88 ألف     |
| الناتج المحلي الإجمالي للفرد دولار أمريكي                 | 35.46 ألف                                                | 8.42 ألف     |
| مؤشر التنمية البشرية                                      | 0.873                                                    | 0.715        |
| رمز المكالمات الدولي                                      | +39                                                      | +501         |
| رمز الإنترنت                                              | .it                                                      | .bz          |
| المنطقة الزمنية                                           | توقيت وسط أوروبا، ت ع م+01:00، ت ع م+02:00، أوروبا/روما ‏ | 00           |

## منظمات دولية مشتركة
يشترك البلدان في عضوية مجموعة من المنظمات الدولية، منها:
| علم المنظمة | اسم المنظمة                        | تاريخ انضمام إيطاليا | تاريخ انضمام بليز |
| ----------- | ---------------------------------- | -------------------- | ----------------- |
|             | يونسكو                             | ?                    | 10 مايو 1982      |
|             | الفريق المعني برصد الأرض           | ?                    | ?                 |
|             | مؤسسة التمويل الدولية              | 27 ديسمبر 1956       | 19 مارس 1982      |
|             | منظمة حظر الأسلحة الكيميائية       | ?                    | ?                 |
|             | مؤسسة التنمية الدولية              | 24 سبتمبر 1960       | 19 مارس 1982      |
|             | منظمة التجارة العالمية             | 1995                 | ?                 |
|             | وكالة ضمان الاستثمار متعدد الأطراف | 29 أبريل 1988        | 29 يونيو 1992     |
|             | الاتحاد البريدي العالمي            | ?                    | ?                 |
|             | الاتحاد الدولي للاتصالات           | 1866                 | 16 ديسمبر 1981    |
|             | منظمة الشرطة الجنائية الدولية      | ?                    | ?                 |
|             | الأمم المتحدة                      | 14 ديسمبر 1955       | 25 سبتمبر 1981    |
|             | البنك الدولي للإنشاء والتعمير      | 27 مارس 1947         | 19 مارس 1982      |
|             | بنك التنمية الكاريبي ‏              | ?                    | ?                 |

## وصلات خارجية
- موقع وزارة الخارجية الإيطالية
- موقع وزارة الخارجية البليزية